# Barkhera Deo Dungri
Barkhera Deo Dungri fou un estat tributari protegit a l'agència de Malwa, Índia central.
La superfície era de 10 km² i la població de 225 habitants el 1901. Els ingressos s'estimaven en 2.800 rúpies el mateix any. El sobirà portava el títol de thakur i era un rajput rathor.